# مارك 54 (طوربيد)
مارك 54 طوربيد هجين خفيف الوزن LHT (بالإنجليزية Lightweight Torpedo Mark 54 MAKO ) هو طوربيد قياس 324 ملم مضاد للغواصات (ASW) تستخدمه بحرية الولايات المتحدة الأمريكية.

## التطوير
تم تطوير مارك 54 (MK 54) بمشاركة كل من شركة رايثيون الأمريكية لأنظمة الدفاع البحرية والبحرية الأمريكية، وذلك تنفيذاً لبرنامج طوربيد هجين خفيف الوزن، لمجابهة مشاكل الطوربيدات مارك 50 ومارك 46، فقد كان ينظر للطوربيد مارك 50 -والذي تم تطويره لمواجهة الغواصات النووية عالية الأداء مثل فئة ألفا السوفيتية- باعتباره مكلفاً للغاية إذا ما أستخدم لمواجهة الغواصات التقليدية البطيئة نسبياً. كما كان أداء الطوربيد الأقدم مارك 46 - والمصمم للاستخدام في المحيط المفتوح - ضعيفًا في المناطق الساحلية ، حيث كان من المتوقع أن تعمل البحرية نفسها في المستقبل.

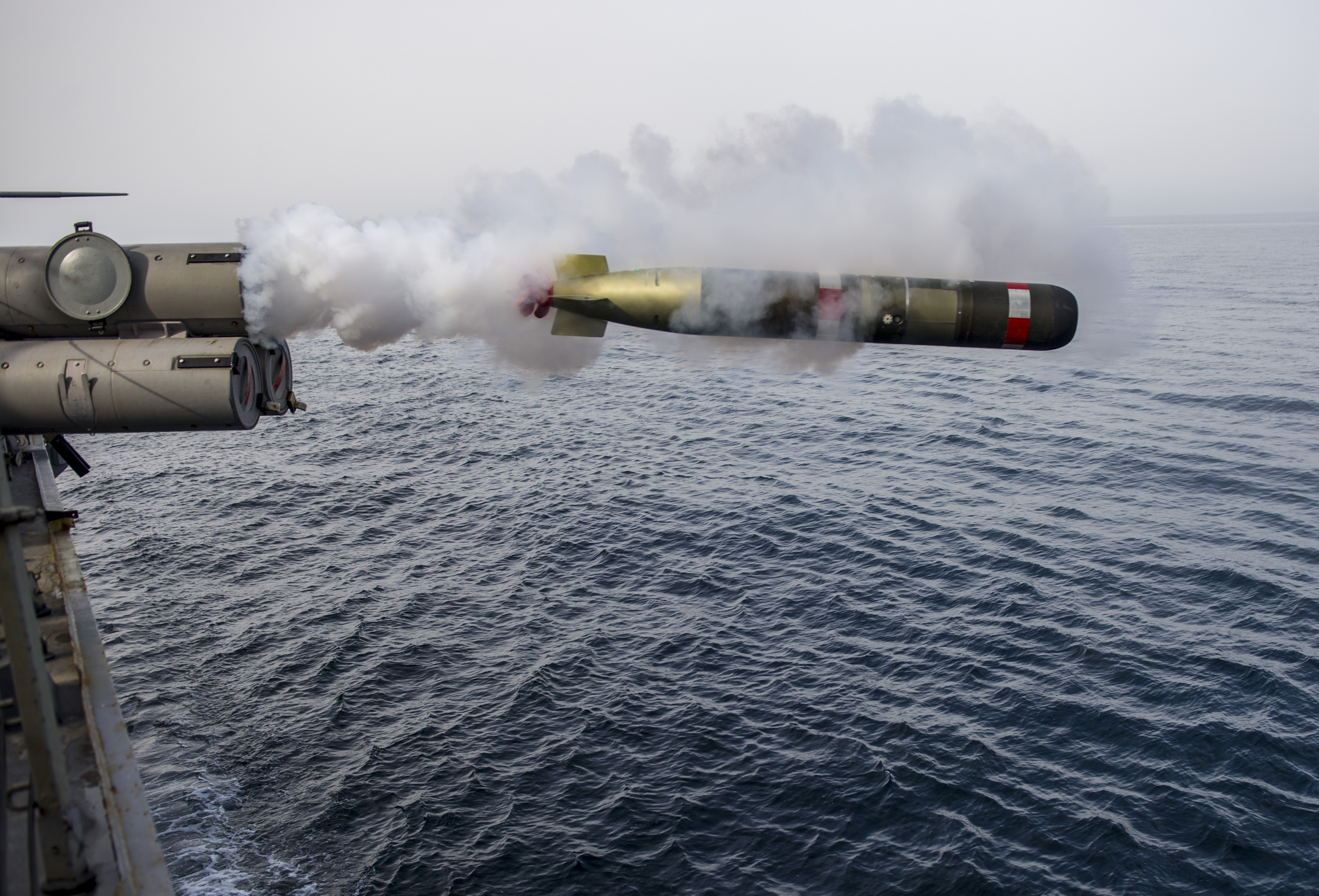
المدمرة الأمريكية روزفلت USS Roosevelt DDG-80 تطلق طوربيد Mk 54

وهكذا فقد تم إنتاج مارك 54 من خلال الجمع بين تقنية توجيه الطوربيد Mk 50، و الرأس الحربي ودفع الطوربيد Mk 46 وذلك لتحسين الأداء في المياه الضحلة ، مع إضافة البرمجيات التجارية الجاهزة للحد من زيادة التكاليف. وتم توظيف الكثير من البرامج وأجهزة الكمبيوتر الخاصة بطوربيد Mk 48 ADCAP الثقيل الذي يعتمد على الرقاقة المخصصة PowerPC 603e.
وقد بدأ الاختبار التطويري في يوليو 1999 ، وقد تم  الاستعراض الناجح للتصميم الإختباري في نوفمبر 1999.
في أبريل 2003 ، حصلت شركة رايثيون على عقد حصري لإنتاج مارك 54.  وقد بدأ الإنتاج بالمعدل الكامل في أكتوبر 2004. 
وفي مارس 2010 ، طلب الأسطول الخامس تحسينات في أداء  مارك 54 بمكافحة الغواصات التي تعمل بالديزل/كهرباء بشكل عاجل، وقد أدى ذلك إلى برنامج «ترقية الكتل البرمجية» الذي بدأ اختباره في أغسطس 2011 والذي تعرض للإنتقاد المستمر.
يمكن إطلاق مارك 54 من سفن السطح عبر أنابيب طوربيد مارك 32 (Mk 32) أو إطلاقه من نظام القاذف العامودي للصواريخ المضادة للغواصات (ASROC)، وكذلك من معظم الطائرات الخاصة بمكافحة الغواصات ASW، على الرغم من أنه مختلف قليلاً في الطول و الوزن. 
وتستخدم بوسايدون P-8 قدرة سلاح مكافحة الغواصات من ارتفاعات عالية (HAAWWC) بنظام مظلي مع  التوجيه بواسطة منظومة تحديد المواقع GPS لإسقاط الطوربيدات من إرتفاع كبير.
في التقرير السنوي للإختبار التشغيلي والتقييم  FY14 DOT&E  لسنة 2014، تم تقييم الطوربيد مارك 54 كغير فعال عملياً في أداء الدور المنشود. 
«خلال سيناريوهات صعبة وواقعية من الناحية التشغيلية، أظهر Mk 54 أداءً دون المستوى المطلوب، وأظهر العديد من نفس آليات الإخفاق التي لوحظت أثناء الاختبار التشغيلي الأولي للسنة المالية 2004». كما تم تحديد أوجه القصور مع تكتيكات منصات التوظيف والتوثيق التكتيكي ، ومشاكل التشغيل البيني في بعض أنظمة السيطرة على الحريق.

## المستخدمين
يستخدم الطوربيد مارك 54 من قبل بحرية الولايات المتحدة الأمريكية والبحرية الملكية الاسترالية. وفي أكتوبر 2010، طلبت أستراليا أكثر من 200 طوربيد.

في يونيه 2011 ، أعلن أن الهند سوف تحصل على 32 طوربيد خفيفة الوزن  مارك 54، مع المعدات المرتبطة به،  وقطع الغيار اللازمة، والتدريب والدعم اللوجستي. وذلك بتكلفة تقدر بمبلغ 86 مليون دولار من خلال برنامج المبيعات العسكرية الخارجية للحكومة الأمريكية P-8I LRMP.

وفي يناير 2018 أعلن أيضاً  أن طائرات بوسايدون P-8  التي يتم تشغيلها من قبل سلاح الجو الملكي سوف تحمل طوربيدات Mk 54.

وأخيراً، وفي أوائل عام 2018 صدقت وزارة الخارجية الأمريكية على بيع طوربيدات مارك 54 إلى البحرية المكسيكية ، حيث سيتم نشرهم من فرقاطات الفئة سيجما الجديدة والتي يجري بناء أولها بالاشتراك مع شركة بناء السفن الهولندية Damen Schelde Naval Shipbuilding.

## الترقية من مارك 46
يتميز الطوربيد مارك 54 بقدرات عديدة محسّنة ، وهو يعد الجيل التالي من الطوربيد MK 46. وفي الواقع ، يمكن للقوات البحرية التي تحتوي على طوربيدات MK 46 في مخزونها تحويلها بسهولة إلى طوربيدات مارك 54 باستخدام مجموعة الترقية منخفضة التكلفة MK 54 Upgrade Kit 

هذه المجموعة -التي يتم تركيبها محلياً بسهولة- تعمل على استبدال مكونات الأمس بالتكنولوجيا الرقمية الحديثة. وعلاوة على ذلك ، يمكن دمج مارك 54 في أي سلاح بحري حديث بتكاليف معقولة، وذلك لأنه متوافق مع أكثر من 20 منصة إطلاق.

### طوربيد خفيف
إم يو 90 إمباكت (النظير الفرنسي/الإيطالي)

 الطوربيد الأمريكي مارك 46

 طوربيد بلو شارك

### طوربيد ثقيل
طوربيد سي هاك DM2A4 

 الطوربيد الأمريكي مارك 48